# 베네르스보리시

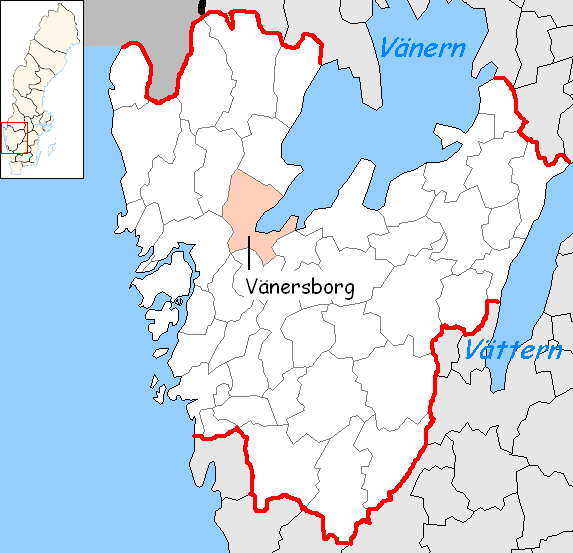
베네르스보리 시의 위치

베네르스보리시(스웨덴어: Vänersborgs kommun)는 스웨덴 베스트라예탈란드주에 위치한 지방 자치체로 행정 중심지는 베네르스보리이며 면적은 898.83km2, 인구는 38,955명(2016년 12월 31일 기준), 인구 밀도는 43명/km2이다.

시 문장